# Nothrus septatus
Nothrus septatus är en kvalsterart som beskrevs av Golosova och Karppinen 1985. Nothrus septatus ingår i släktet Nothrus och familjen Nothridae. Inga underarter finns listade i Catalogue of Life.